# Fritz Krüger
Fritz Krüger (Spremberg, Brandeburgo; 7 de diciembre de 1889 - Mendoza, Argentina; 17 de agosto de 1974), también referido como Fritz Krüguer, fue un académico, fotógrafo y etnógrafo alemán que recogió los paisajes y gentes de sitios todavía casi vírgenes en su tiempo, como la zona de Sanabria o los Pirineos.

## Biografía
Su tesis doctoral, en 1910, trataba sobre los límites entre el Catalán y el occitano, pero muy pronto derivó su investigación hacia las relaciones entre la lengua y la cultura material, centrándose, fundamentalmente en los pueblos del norte de España, que serán de gran influencia en los trabajos de Rudolf Wilmes, José Miguel de Barandiarán, y Ramon Violant i Simorra, entre otros.
Fue catedrático de filología románica de la Universidad de Hamburgo hasta 1945. Tras el fin de la Segunda Guerra Mundial, tuvo que emigrar a Argentina, donde permanecería hasta su muerte.

## Obra
- El dialecto de San Ciprián de Sanabria : monografía leonesa, Madrid 1923.
- Einführung in das Neuspanische, Leipzig 1924.
- Die Hochpyrenäen, 6 Vol., Hamburgo-Barcelona 1936-39.
- El léxico rural del Noroeste ibérico, Madrid 1947.
- El mobilario popular en los países románicos, 3 Vol., Coimbre 1959-1963.